# Arnaud Clément
Arnaud Clément (Aix-en-Provence, 1977. december 17. –) francia hivatásos teniszező. Eddigi karrierje során 4 egyéni és 10 páros ATP tornagyőzelmet aratott, köztük a 2007-es wimbledoni férfi páros versenyt Michaël Llodrával. 2001-ben bejutott az Australian Open döntőjébe, ahol Andre Agassitól szenvedett vereséget. Játék közben általában napszemüveget és fejkendőt hord. A 2004-es Roland Garroson 6 óra 33 perc alatt kapott ki Fabrice Santorótól 6–4, 6–3, 6–7, 3–6, 16-14 arányban, ami 2010. június 24-ig a leghosszabb férfi egyes mérkőzés volt a tenisz történetében.

## Grand Slam döntői

### Egyéni (1)

#### Elvesztett döntői
| Év   | Helyszín        | Ellenfél a döntőben | Eredmény a döntőben |
| 2001 | Australian Open | Andre Agassi        | 6–4, 6–2, 6–2       |

### Páros

#### Győzelmei (1)
| Év   | Helyszín  | Partner        | Ellenfelei a döntőben | Eredmény a döntőben   |
| 2007 | Wimbledon | Michaël Llodra | Bob Bryan Mike Bryan  | 6–7(5), 6–3, 6–4, 6–4 |

### Elvesztett döntői (1)
| Év   | Helyszín        | Partner        | Ellenfél a döntőben      | Eredmény a döntőben |
| 2008 | Australian Open | Michaël Llodra | Jonathan Erlich Andy Ram | 7–5, 7–6(4)         |

## ATP tornagyőzelmei

### Egyéni (4)
| Összesítés                                            | Összesítés |
| ----------------------------------------------------- | ---------- |
| Grand Slam-torna                                      | (0)        |
| ATP World Tour Masters 1000 / ATP Masters Series      | (0)        |
| ATP World Tour 500 Series / International Series Gold | (0)        |
| ATP World Tour 250 Series / International Series      | (4)        |
| ATP World Tour Finals / Tennis Masters Cup            | (0)        |

| No. | Dátum                | Helyszín                              | Borítás          | Ellenfél a döntőben         | Eredmény a döntőben |
| 1.  | 2000. november 6.    | Lyon, Franciaország                   | Szőnyeg (fedett) | Patrick Rafter              | 7–6, 7–6            |
| 2.  | 2003. szeptember 29. | Metz, Franciaország                   | Kemény (fedett)  | Fernando González Ciuffardi | 6–3, 1–6, 6–3       |
| 3.  | 2006. február 13.    | Marseille, Franciaország              | Kemény (fedett)  | Mario Ančić                 | 6–4, 6–2            |
| 4.  | 2006. július 31.     | Washington, Amerikai Egyesült Államok | Kemény           | Andy Murray                 | 7–6, 6–2            |

#### Elvesztett döntői (6)
| No. | Dátum             | Helyszín                           | Borítás    | Ellenfél a döntőben | Eredmény a döntőben |
| 1.  | 1999. február 8.  | Marseille Open, Marseille          | kemény (f) | Fabrice Santoro     | 6–3, 4–6, 6–4       |
| 2.  | 2001. január 29.  | Australian Open, Melbourne,        | kemény     | Andre Agassi        | 6–4, 6–2, 6–2       |
| 3.  | 2002. június 22.  | Ordina Open, 's-Hertogenbosch      | Fű         | Sjeng Schalken      | 3–6, 6–3, 6–2       |
| 4.  | 2003. június 23.  | Ordina Open, 's-Hertogenbosch      | Fű         | Sjeng Schalken      | 6–3, 6–4            |
| 5.  | 2003. október 13. | Grand Prix de Tennis de Lyon, Lyon | Szőnyeg    | Rainer Schüttler    | 7–5, 6–3            |
| 6.  | 2007. június 23.  | Nottingham Open, Nottingham        | Fű         | Ivo Karlović        | 3–6, 6–4, 6–4       |
| 7.  | 2010. január 16.  | Auckland, Új-Zéland                | Kemény     | John Isner          | 3-6, 7-5, 6-7(2)    |

### Páros (10)
| Összesítés                                            | Összesítés |
| ----------------------------------------------------- | ---------- |
| Grand Slam-torna                                      | (1)        |
| ATP World Tour Masters 1000 / ATP Masters Series      | (2)        |
| ATP World Tour 500 Series / International Series Gold | (0)        |
| ATP World Tour 250 Series / International Series      | (9)        |
| ATP World Tour Finals / Tennis Masters Cup            | (0)        |

#### Győzelmek
| No. | Dátum             | Helyszín                                | Borítás          | Partner            | Elvesztett döntői                    | Eredmény a döntőben |
| 1.  | 2000. április 10. | Casablanca, Marokkó                     | Salak            | Sébastien Grosjean | Lars Burgsmüller Andrew Painter      | 7–6, 6–4            |
| 2.  | 2002. február 11. | Marseille, Franciaország                | Kemény (fedett)  | Nicolas Escudé     | Julien Boutter Makszim Mirni         | 6–4, 6–3            |
| 3.  | 2004. március 8.  | Indian Wells, Amerikai Egyesült Államok | Kemény           | Sébastien Grosjean | Wayne Black Kevin Ullyett            | 6–3, 4–6, 7–5       |
| 4.  | 2004. október 11. | Metz, Franciaország                     | Kemény (fedett)  | Nicolas Mahut      | Ivan Ljubičić Uros Vico              | 6–2, 7–6            |
| 5.  | 2004. október 25. | Szentpétervár, Oroszország              | Szőnyeg (fedett) | Michaël Llodra     | Dominik Hrbatý Jaroslav Levinský     | 6–3, 6–2            |
| 6.  | 2006. október 23. | Lyon, Franciaország                     | Szőnyeg (fedett) | Julien Benneteau   | František Čermák Jaroslav Levinský   | 6–2, 6–7, [10-7]    |
| 7.  | 2006. október 30. | Párizs, Franciaország                   | Szőnyeg (fedett) | Julien Benneteau   | Fabrice Santoro Nenad Zimonjić       | 7–6, 6–2            |
| 8.  | 2007. február 12. | Marseille, Franciaország                | Kemény (fedett)  | Michaël Llodra     | Mark Knowles Daniel Nestor           | 7–6, 4–6, [10-8]    |
| 9.  | 2007. június 25.  | Wimbledon, Egyesült Királyság           | Fű               | Michaël Llodra     | Bob Bryan Mike Bryan                 | 6–7, 6–3, 6–4, 6–4  |
| 10. | 2007. október 1.  | Metz, Franciaország                     | Kemény (fedett)  | Michaël Llodra     | Mariusz Fyrstenberg Marcin Matkowski | 6–1, 6–4            |
| 11. | 2008. október 5.  | Metz, Franciaország                     | Kemény (fedett)  | Michaël Llodra     | Mariusz Fyrstenberg Marcin Matkowski | 5–7, 6–3, 10–8      |
| 12. | 2009. február 22. | Marseille, Franciaország                | Kemény (fedett)  | Michaël Llodra     | Julian Knowle Andy Ram               | 3–6, 6–3, 10–8      |